# Erbschaftssteuer in der Schweiz
Eine Erbschaftssteuer wird in der Schweiz in allen Kantonen – ausser den Kantonen Schwyz und Obwalden – erhoben. Mit Ausnahme des Kantons Luzern wird zusätzlich auch eine weitgehend gleichlaufende Schenkungssteuer erhoben. Die kantonalen Regelungen für Erbschafts- und Schenkungssteuer sind sehr unterschiedlich.

## Kantonale Zuständigkeit
Mangels ausdrücklicher Zuständigkeit des Bundes liegt die Erhebung der Erbschafts- und Schenkungssteuer ausschliesslich bei den Kantonen, die teilweise auch eine ergänzende Zuständigkeit von Gemeinden erlauben wie generell in Graubünden, Luzern, Freiburg und Waadt (zum Beispiel in den Städten Chur, Luzern, Freiburg und Lausanne). In anderen Kantonen sind die Gemeinden anteilsmässig am Ertrag der Steuer beteiligt. In der Vergangenheit hat es zwar immer wieder politische Initiativen zur Einführung einer Bundeszuständigkeit, auch zur Vereinheitlichung der sehr unterschiedlichen Erbschaftssteuersysteme gegeben, die sich aber bislang nicht durchsetzen konnten.

## Aufkommen
Im Jahr 2014 betrug das Gesamtaufkommen aus Erbschafts- und Schenkungssteuer 1'177  Mio. Franken, wovon 1'074 Mio. auf die Kantone und 103 Mio. auf die Gemeinden entfielen. Dies waren 1,7 % des gesamten Steueraufkommens der Kantone und Gemeinden und 0,9 % der Schweiz.

## Erbnachlasssteuer oder Erbanfallsteuer
Rechtssystematisch kann eine Erbschaftssteuer als Erbnachlasssteuer oder Erbanfallsteuer ausgebildet sein. Bei einer Erbnachlasssteuer bezieht sich die Steuer unmittelbar auf den Nachlass, ohne auf die persönlichen Verhältnisse der Erben, vor allem auf die verwandtschaftlichen Beziehungen zum Erblasser, Bezug zu nehmen. Bei der Erbanfallsteuer setzt dagegen die Steuer bei dem vom Erben erworbenen Erbteil und seinen persönlichen Verhältnissen an. Noch bis in die neuere Zeit folgten mehrere Kantone dem mit einem geringeren Verwaltungsaufwand verbundenen System der Erbnachlasssteuer, wie sie vor allem auch im angelsächsischen Rechtskreis auftritt, mittlerweile nutzen es nur noch die Kantone Solothurn und Graubünden, wo jedoch die Gemeinden eine Erbanfallsteuer erheben können. Solothurn erhebt aber neben einer allgemeinen Nachlasstaxe von 8 bis 17 Promille auch noch eine Erbanfallsteuer, von der Ehegatten und Nachkommen freigestellt sind. Graubünden wiederum hat das System der Erbnachlasssteuer durch die dort erfolgte Freistellung der Ehegatten und Nachkommen durchbrochen.

## Schenkungssteuer
Die Schenkungsteuer wird bis auf Luzern von allen Erbschaftssteuer erhebenden Kantonen nach im Wesentlichen mit der Erbschaftssteuer gleichlaufenden Grundsätzen erhoben. Im Kanton Luzern werden aber Schenkungen, die fünf Jahre vor dem Tode des Erblassers durch diesen einem Erben zugewandt worden waren, dem zu versteuernden Erbteil des Erben zugerechnet. Teilweise geringfügig von der Erbschaftssteuer abweichende Steuersätze kommen in den Kantonen Basel-Stadt, Genf und Graubünden zur Anwendung. In den Kantonen Basel-Landschaft, Basel-Stadt, Genf, Graubünden, Neuenburg und Wallis werden von der Erbschaftssteuer teilweise abweichende Freibeträge gewährt. Die Steuer entsteht mit dem Vollzug der Schenkung.

## Persönliche Steuerpflicht
Alle Kantone haben den überlebenden Ehegatten von der Erbschafts- und Schenkungssteuerpflicht freigestellt (bis auf Solothurn bzgl. der Nachlasstaxe). Durch die steuerrechtliche Gleichstellung der nach dem Partnerschaftsgesetz mit Ehegatten gleichgestellten «eingetragenen Partner» sind auch diese von der Steuer befreit. Nachkommen (Kinder und Enkel) sind mit Ausnahme der Kantone Appenzell Innerrhoden, Luzern (dort besteuert etwa die Hälfte der Gemeinden die Nachkommen), Neuenburg, Solothurn (in Bezug auf die Nachlasstaxe) und Waadt ebenfalls von der Steuer befreit. Für Eltern besteht Steuerfreiheit in den Kantonen Appenzell Ausserrhoden, Freiburg, Genf, Obwalden, Tessin, Uri, Wallis und Zug. Obwalden besteuert auch Geschwister nicht. Die Freistellung von der Besteuerung im Kanton Genf kommt nicht zum Tragen, wenn der Erblasser oder Schenker nach Aufwand besteuert wurde oder wird. Dann fällt eine Steuer zwischen 2 und 12 % an.

## Lebenspartner
Lebenspartner (auch Konkubinatspartner) sind von den Ehegatten sowie den nach dem Partnerschaftsgesetz eingetragenen Partnern zu unterscheiden. Für sie sehen die kantonalen Bestimmungen die unterschiedlichsten Definitionen hinsichtlich der erforderlichen Dauer ihres Zusammenlebens und ihrer Hilfsbedürftigkeit vor. In Graubünden, Nidwalden, Obwalden und Zug werden sie den Ehegatten, in anderen Kantonen den Eltern oder Geschwistern gleichgestellt oder aber mit einem eigenen Satz und schliesslich auch wie Nichtverwandte besteuert.

## Steuerklassen
Die Kantone bilden neben der steuerfreien Gruppe der Ehegatten und den ihnen gleichstellten eingetragenen Partnern überwiegend Steuerklassen für die Abkömmlinge, Eltern (Grosseltern), Geschwister und sonstige Personen. Lebenspartner (Konkubinatspartner) werden zum Teil gesondert behandelt. Alle anderen Verwandten werden der letzten Klasse, der auch Fremde angehören, zugerechnet. Für die Steuerklassen gelten zumeist unterschiedliche Steuersätze und, soweit sie gewährt werden, unterschiedliche Freibeträge.

## Steuersätze der Kantone
Die meisten Kantone verwenden innerhalb der Steuerklassen progressive Steuersätze, einige auch feste Sätze. Feste Steuersätze in allen Steuerklassen benutzen insoweit nur Graubünden und Solothurn bezüglich der Nachlasstaxe. Die zur Anwendung kommenden Steuersätze können der Tabelle Erbschaftssteuer in den Kantonen der Schweiz entnommen werden. Ehegatten und eingetragene Partner sind nicht enthalten, da sie in allen Kantonen erbschaftssteuerfrei sind (mit Ausnahme bzgl. der Nachlasstaxe in Solothurn).
| Kanton                 | Abkömmlinge (Kinder, Enkel) | Eltern                     | Geschwister                 | Andere                        | Lebenspartner                   |
| ---------------------- | --------------------------- | -------------------------- | --------------------------- | ----------------------------- | ------------------------------- |
| Aargau                 | 0                           | 0                          | 6–23 %                      | 12–32 %                       | 4–9 %                           |
| Appenzell Ausserrhoden | 0                           | 0                          | 22 %                        | bis 32 %                      | 12 %                            |
| Appenzell Innerrhoden  | 1 %                         | 4 %                        | 6 %                         | 20 %                          | wie Andere                      |
| Basel-Landschaft       | 0                           | 0                          | 15 %                        | bis 30 %                      | wie Geschwister                 |
| Basel-Stadt            | 0                           | 5–11 %                     | 7,5–16,5 %                  | bis 49,5 %                    | wie Geschwister                 |
| Bern                   | 0                           | 6–15 %                     | 6–15 %                      | bis 40 %                      | 6–15 %                          |
| Freiburg               | 0                           | 0                          | 6–10 %                      | 30–50 %                       | wie Andere                      |
| Genf                   | 0                           | 0                          | 6–11 %                      | bis 26 %                      | wie Andere                      |
| Glarus                 | 0                           | 2,5–6,25 %                 | 4–10 %                      | bis 25 %                      | wie Geschwister                 |
| Graubünden             | 0                           | 1–4 %                      | 1–4 %                       | 1–4 %                         | 1–4 %                           |
| Jura                   | 0                           | 7 %                        | 14 %                        | 7–35 %                        | wie Geschwister                 |
| Luzern                 | 0–2 % (Gemeindesteuer)      | 6–12 %                     | 6–12 %                      | bis 40 %                      | 6–12 %                          |
| Neuenburg              | 3 %                         | 3 %                        | 15 %                        | bis 45 %                      | 20 %                            |
| Nidwalden              | 0                           | 0                          | 5 %                         | bis 15 %                      | 0                               |
| Obwalden               | 0                           | 0                          | 0                           | 0                             | 0                               |
| Schaffhausen           | 0                           | 2–8 %                      | 4–16 %                      | bis 40 %                      | wie Andere                      |
| Schwyz                 | 0                           | 0                          | 0                           | 0                             | 0                               |
| Solothurn              | 0 + 8–17 Promille Taxe      | 2–5 % + 8–17 Promille Taxe | 4–10 % + 8–17 Promille Taxe | bis 30 % + 8–17 Promille Taxe | wie Andere + 8–17 Promille Taxe |
| St. Gallen             | 0                           | 10 %                       | 20 %                        | bis 30 %                      | wie Andere                      |
| Tessin                 | 0                           | 0                          | 5,95–15,5 %                 | bis 41 %                      | wie Andere                      |
| Thurgau                | 0                           | 2–7 %                      | 4–14 %                      | bis 28 %                      | wie Andere                      |
| Uri                    | 0                           | 0                          | 4–10 %                      | bis 30 %                      | wie Andere                      |
| Waadt                  | 2,26–3,5 %                  | 2,64 – 7,5 %               | 5,28–12,5 %                 | bis 25 %                      | wie Andere                      |
| Wallis                 | 0                           | 0                          | 10 %                        | bis 25 %                      | wie Andere                      |
| Zug                    | 0                           | 0                          | 4–8 %                       | bis 20 %                      | 0                               |
| Zürich                 | 0                           | 2–6 %                      | 6–18 %                      | bis 36 %                      | 0                               |

## Steuersätze der Gemeinden
In den Kantonen Freiburg, Graubünden, Luzern und Waadt können auch die Gemeinden eine Gemeindesteuer auf Erbschaften und (ausser Luzern) auf Schenkungen erheben. Dies geschieht wie folgt:
- Graubünden: Der elterliche Stamm und der Konkubinatspartner bis zu 5 %, alle übrigen Begünstigen bis zu 25 %.
- Luzern: Proportionaler Satz bis zu 1 %, dazu ein Zuschlag je nach Höhe des Vermögensanfalls wie bei der Steuer des Kantons vorgesehen.
- Freiburg und Waadt: Die Gemeinden dürfen bis zur Höhe der kantonalen Steuer centimes additionnels erheben.

## Freibeträge
Von Freibeträgen wird in den Erbschaftssteuersystemen der Kantone nur sehr uneinheitlich Gebrauch gemacht, wie auch dabei die Gruppen sehr unterschiedlich behandelt werden. Ein Überblick kann der nachfolgenden Tabelle Erbschaftssteuerliche Freibeträge in den Kantonen der Schweiz entnommen werden.
| Kanton                 | Abkömmlinge (Kinder, Enkel) | Eltern  | Geschwister | Dritte | Lebenspartner |
| ---------------------- | --------------------------- | ------- | ----------- | ------ | ------------- |
| Aargau                 | –                           | 0       | 0           | 0      | 0             |
| Appenzell Ausserrhoden | –                           | –       | 5'000       | 5'000  | 10'000        |
| Appenzell Innerrhoden  | 300'000                     | 20'000  | 5'000       | 5'000  | wie Dritte    |
| Basel-Landschaft       | –                           | 0       | 0           | 0      | 0             |
| Basel-Stadt            | –                           | 2'000   | 2'000       | 2'000  | 2'000         |
| Bern                   | –                           | 12'000  | 12'000      | 0      | 12'000        |
| Freiburg               | –                           | –       | 5'000       | 5'000  | 5'000         |
| Genf                   | –                           | –       | 500         | 500    | 500           |
| Glarus                 | –                           | 50'000  | 10'000      | 0      | 10'000        |
| Graubünden             | –                           | 100'000 | 7'000       | 7'000  | 7'000         |
| Jura                   | –                           | 0       | 0           | 0      | 0             |
| Luzern                 | –                           | 0       | 0           | 0      | 2'000         |
| Neuenburg              | 50'000                      | 50'000  | 10'000      | 10'000 | 10'000        |
| Nidwalden              | –                           | 20'000  | 20'000      | 0      | 20'000        |
| Obwalden               | –                           | –       | –           | 5'000  | –             |
| Schaffhausen           | –                           | 30'000  | 10'000      | 10'000 | 10'000        |
| Schwyz                 | –                           | –       | –           | –      | –             |
| Solothurn              | –                           | 0       | 0           | 0      | 0             |
| St. Gallen             | –                           | 25'000  | 10'000      | 10'000 | 10'000        |
| Tessin                 | –                           | –       | 0           | 0      | 0             |
| Thurgau                | –                           | 20'000  | 0           | 0      | 0             |
| Uri                    | –                           | –       | 0           | 0      | 0             |
| Waadt                  | 250'000                     | 10'000  | 10'000      | 10'000 | 10'000        |
| Wallis                 | –                           | –       | 10'000      | 10'000 | 10'000        |
| Zug                    | –                           | –       | 5'000       | 0      | –             |
| Zürich                 | –                           | 200'000 | 15'000      | 0      | 50'000        |

Zusätzlich sind in den Kantonen verschiedentlich noch weitere sachbezogene Freibeträge vorgesehen wie für unterstützungsbedürftige Personen, Angestellte und Bedienstete, bei Vermächtnissen und üblichen Gelegenheitsgeschenken sowie für das Heiratsgut.
Der Hausrat ist in den meisten Kantonen von der Erbschaftssteuer befreit, nicht jedoch in den Kantonen Aargau, Bern, Genf, Jura, Tessin, Waadt und Zürich.

## Unternehmensnachfolge
In verschiedenen europäischen Ländern wie in Frankreich, in Italien, im Vereinigten Königreich oder in Deutschland wurden in den letzten Jahren Vergünstigungen bei der Betriebsnachfolge eingeführt, um den Bestand des Betriebes und der Arbeitsplätze infolge erbschafts- oder schenkungssteuerlicher Lasten nicht zu gefährden. Neben anderen hat der Kanton Zürich eine entsprechende erbschaftssteuerrechtliche Regelung eingeführt. Dort wird von der Steuer ein bis zu 80-prozentiger Abschlag gewährt, wenn das Betriebsvermögen vorwiegend der selbständigen Erwerbstätigkeit des Erwerbers dient und dieser den Betrieb noch mindestens zehn Jahre fortführt.

## Bewertung
Für die Steuerberechnung ist grundsätzlich der Verkehrswert massgebend, wobei einige Kantone aber auch eigene Bewertungsregeln aufstellen. Für an den Börsen gehandelte Wertpapiere ist der Kurswert zum Zeitpunkt des Vermögenserwerbs, bei anderen Wertpapieren der Schätzwert massgebend, wobei die Kantone sich zur Herstellung einer einheitlichen Bewertungspraxis verständigen. Grundstücke werden überwiegend nach dem Verkehrswert oder dem Ertragswert oder in einer Kombination beider Wertfindungen bewertet. Zumeist übernehmen die Kantone dabei die in der Vermögenssteuererklärung angegebenen Werte, einige Kantone wenden auch andere Bewertungsmasstäbe an.

## Schuldenabzug
Zur Ermittlung des massgeblichen Nettovermögens werden die Dritten gegenüber bestehenden Verbindlichkeiten abgezogen. Ohne Einschränkungen werden alle zum Zeitpunkt des Todes bestehenden (und nicht verjährten) persönlichen Schulden des Erblassers, auch wenn sie noch nicht fällig waren, berücksichtigt. Grundsätzlich gilt dies auch für die anlässlich des Erbgangs verursachten Kosten wie etwa die der Beerdigung, wobei aber einige Kantone den Abzug beschränken.

## Zuständigkeiten und Verfahren
Die Steuer wird von dem Kanton erhoben, in dem der Erblasser oder Schenker seinen Wohnsitz hatte, bei übergehenden Grundstücken von dem Kanton, in dem sie lagen. Der Steuer unterliegt der gesamte Nachlass, auch das Weltvermögen, wenn der Erblasser seinen allgemeinen Steuersitz in dem die Steuer erhebenden Kanton besass. Bei beschränkter Steuerpflicht unterliegen nur die sich dort befindenden Nachlassteile der Steuer.

## Verjährung
Die Veranlagungsverjährung (Verjährung des Rechtes, ein Veranlagungsverfahren einzuleiten) beträgt in den meisten Kantonen fünf Jahre, in einigen Kantonen zehn Jahre, im Tessin 15 Jahre und in Freiburg bis zu 20 Jahre. Bei Steuerhinterziehungen und sonstigen Zuwiderhandlungen verjährt das Recht, ein Nachversteuerungsverfahren und/oder ein Strafverfahren einzuleiten, zumeist in zehn Jahren, in 15 Jahren in Glarus. Die rechtskräftig veranlagte Erbschaftssteuer verjährt in fünf Jahren.

## Doppelbesteuerung

### Kantonale Doppelbesteuerung
Da Art. 127 Abs. 3 der Bundesverfassung ausdrücklich ein Verbot der Doppelbesteuerung durch die Kantone enthält, sind diese bereits vom Bundesrecht her gehalten, bei kantonalüberschreitenden Erbfällen das Besteuerungsrecht kantonal abzugrenzen. Dies geschieht dadurch, dass Grundstücke nur nach dem Recht des Kantons, in dem sie belegen sind, besteuert werden, bewegliches Vermögen und Rechte nach dem Herkunftsprinzip, das heisst nach dem (letzten) Wohnort des Erblassers oder Schenkers. Zwischen den beteiligten Kantonen findet eine so genannte Steuerausscheidung unter Berücksichtigung der jeweils einem jedem Kanton zuzuordnenden Nachlasswerte statt.

### Internationale Doppelbesteuerung
Das Verbot der Doppelbesteuerung gilt aber nicht für internationale Steuerfälle, so dass es hier durchaus zu einer Doppelbesteuerung kommen kann. Eine Anrechnung einer im Ausland bereits gezahlten Steuer auf dort belegene auch nach dem kantonalen Steuerrecht zu versteuernde Nachlassteile ist Sache des kantonalen Rechts. Auf Bundesebene wurden aber diesbezüglich auch die Kantone verpflichtende Doppelbesteuerungsabkommen auf dem Gebiet der Erbschaftssteuer (nicht auch der Schenkungssteuer) abgeschlossen, so unter anderem auch mit Österreich, Frankreich, dem Vereinigten Königreich und den Vereinigten Staaten.
Auch mit Deutschland besteht ein erbschaftssteuerrechtliches Doppelbesteuerungsabkommen vom 30. November 1978, das bereits auf ein Abkommen aus den 1930er Jahren zurückgeht. Die Abkommen ordnen die jeweils zu besteuernden Nachlassteile grundsätzlich dem einen oder anderen Staat zu. Das deutsch-schweizerische Doppelbesteuerungsabkommen erstreckt zudem das deutsche Nachversteuerungsrecht, das nach einem Wegzug aus Deutschland noch für fünf Jahre weiterbestehen kann, unter bestimmten Voraussetzungen auf zehn Jahre, es sei denn der Umzug in die Schweiz erfolgte zum Zwecke der Aufnahme einer nichtselbständigen Tätigkeit oder wegen einer Eheschliessung. Von der Verlängerung sind Schweizer Staatsangehörige nicht betroffen.

## Eidgenössische Volksinitiativen für eine Erbschaftssteuer

### Eidgenössische Volksinitiative «Millionen-Erbschaften besteuern für unsere AHV (Erbschaftssteuerreform)»
Am 15. Februar 2013 wurde die Volksinitiative «Millionen-Erbschaften besteuern für unsere AHV (Erbschaftssteuerreform)» eingereicht. In der Volksabstimmung vom 14. Juni 2015 wurde sie von allen Ständen sowie von 71 % der Stimmenden abgelehnt.
Gemäss dieser Initiative wäre neu der Bund für die Erbschaftssteuer zuständig gewesen, die Kantone hätten sie lediglich vollzogen. Im Gegensatz zu den aktuellen kantonalen Regelungen wären auch direkte Nachkommen mit einem einheitlichen Steuersatz von 20 % besteuert worden bei einem Freibetrag von 2 Mio. CHF. Die Einkünfte aus der Bundes-Erbschaftssteuer wären zu 2/3 der AHV (Rentenversicherung) zugutegekommen, 1/3 hätten die Kantone erhalten. Die Steuer wäre rückwirkend ab dem 1. Januar 2012 erhoben worden. Aufgrund dieser letzten Bestimmung hatten Ende 2011 viele wohlhabende Personen grosse Teile ihres Vermögens ihren Kindern als Schenkung vermacht.
Das Parlament empfahl die Volksinitiative 2014 zur Ablehnung. Dagegen kämpften insbesondere Wirtschaftsverbände wie die economiesuisse, dafür linke Parteien sowie private Spender rund um die Gebrüder Meili.

### Eidgenössische Volksinitiative «Für eine soziale Klimapolitik – steuerlich gerecht finanziert (Initiative für eine Zukunft)»
Das am 8. Februar 2024 von den Juso Schweiz eingereichte Volksbegehren fordert eine Besteuerung von 50 % auf dem Nachlass und den Schenkungen von natürlichen Personen über einem Freibetrag von 50 Millionen CHF. Die Einnahmen sollen zur Bewältigung der Klimakrise verwendet werden. Nationalrat und Ständerat haben am 20. Juni 2025 ihre Beratungen über die Volksinitiative mit einer ablehnenden Abstimmungsempfehlung abgeschlossen. Die Volksabstimmung über die Initiative wird am 30. November 2025 stattfinden.